# Copa Colsanitas 2004
Il Copa Colsanitas 2004, noto anche come Copa Colsanitas Seguros Bolivar 2004 per motivi di sponsorizzazione, è stato un torneo di tennis giocato sulla terra rossa. È stata la 7ª edizione del Copa Colsanitas, che fa parte della categoria Tier III nell'ambito del WTA Tour 2004. Si è giocato al Club Campestre El Rancho di Bogotà in Colombia, dal 23 al 29 febbraio 2004.

## Campionesse

### Singolare
Fabiola Zuluaga ha battuto in finale  María Antonia Sánchez Lorenzo con il punteggio di 3–6, 6–4, 6–2

### Doppio
Barbara Schwartz /  Jasmin Wöhr hanno battuto in finale  Anabel Medina Garrigues /  Arantxa Parra Santonja con il punteggio di 6–1, 6–3